# Arrondissement de Montaigu
17 février 1800 – 1811
Entités précédentes :
- District de Montaigu (Vendée)

Entités suivantes :
- Arrondissement de Napoléon[1]

L'arrondissement de Montaigu est une ancienne subdivision administrative française du département de la Vendée créée par la loi du 28 pluviôse an VIII (17 février 1800) sur l'administration locale (création des préfectures et des fonctions de préfet).

## Historique
En ce début du XIXe siècle, beaucoup de maisons étaient encore inhabitables à la suite des destructions des guerres de Vendée. Les services de la sous-préfecture furent installés dans des bâtiments en ruines sur l’esplanade de l’ancien château de Montaigu. En effet, le seul endroit où l'on peut établir la sous-préfecture est le château, propriété mise sous séquestre du marquis de Juigné, émigré amnistié,.
L'administration fut ensuite transférée dans une grande maison aux ouvertures régulières, qui fut louée à un montacutain.
Le sous-préfet qui devait prendre pension chez l'habitant fut depuis logé dans le Pavillon des Nourrices.
Le 14 juin 1810, la sous-préfecture fut supprimée et une nouvelle fut créée à Fontenay-le-Comte. Les cantons de l'ancien arrondissement de Montaigu furent rattachés à celui de Napoléon.

## Composition
Il comprenait les cantons :
- des Essarts,
- des Herbiers,
- de Montaigu,
- de Mortagne-sur-Sèvre,
- du Poiré-sur-Vie,
- de Rocheservière,
- de Saint-Fulgent.

## Liste des sous-préfets
| Période               | Période      | Identité                 | Fonction précédente        | Observation                                              |
| --------------------- | ------------ | ------------------------ | -------------------------- | -------------------------------------------------------- |
| avril 1800            | janvier 1806 | Pierre-Paul Clemenceau   | Médecin Maire de Mouchamps | Député de la Vendée au Corps législatif (Premier Empire) |
| 31 janvier 1806       | 1808         | Michel-Augustin de Goyon | Auditeur au conseil d'État | Préfet de l'Aveyron (1808-1810)                          |
| 1808[réf. nécessaire] | 1810         | A. Bernard Laducquerie   |                            | Sous-préfet à Fontenay-le-Comte                          |